# Mohamed Ben Ali R'bati
Mohamed Ben Ali R’bati (1861-1939) est un artiste-peintre marocain considéré comme étant le « premier peintre marocain à s’être adonné à la peinture de chevalet est à l’origine de la peinture moderne au Maroc »

## Biographie
Né en 1861 à Rabat, comme l’indique son nom «R’bati». Avant la fin du XIXe siècle, tout jeune, à l’âge de 25 ans il débarque à Tanger avec sa famille. La ville du Détroit l’accueille à bras ouverts. Fils de la ville des artisans menuisiers et tanneurs de l’ancienne médina de Rabat ne se perdra pas dans un nouveau monde de la cité de Tanger qui deviendra internationale.
« En 1925, il était recruté comme pompier dans les Tabors espagnols. En 1929, Il a quitté l’armée espagnole pour intégrer la fonction de gardien à la Banque de Bilbao de Tanger, située au Petit Socco (en). En 1933, son statut social lui permet de disposer d’un véritable atelier à Riad Soltane et sa réputation de peintre est enfin reconnue. En 1937, s’installe à route de la Casbah, dans un lieu où il peut à la fois s’adonner à la peinture et à la cuisine, son autre passion. Il gère une salle d’exposition permanente, un restaurant et une pâtisserie » 

## Parcours et coup de chance
Mohamed Ben Ali R’bati avait une grande sensibilité à tout ce qui l’entoure. Le cadre de Tanger ravivait ses souvenirs et ses sensations d’artiste. Entouré de voyageurs, commerçants, corsaires et artistes, l'artiste ne pouvait pas rester indifférent. Notre peintre entre deux continents, à la pointe de l’Afrique et aux portes de l’Europe, entre mer et océan.
Captivé par sa muse, « il dessinait beaucoup dans la pénombre de sa chambre dès qu’i pouvait enfin quitter les établis et vaquer à l’écoute et à l’appréhension de ce qui le saisissait au plus profond de lui-même. Il n’arrêtait pas de peindre. »
« Le peintre portraitiste de la cour britannique, John Lavery, né en 1856, découvre Tanger et fréquente la colonie anglaise de la ville ; les cercles diplomatiques at artistiques. Il sera l’un des soutiens importants de R’bati »
En effet, l’année 1903 est une date clé dans le parcours et la vie de Ben Ali R’Bati. Il devient le cuisinier particulier de l’artiste John Lavery. Les portes du ciel s’ouvrent et son œuvre picturale prend un véritable essor. Il le propulse au-devant d’un public initié, lui organisa expositions et vernissages et l’invité à Londres.
Père d’une grande famille très nombreuse de deux mariages successifs . Malgré ces conditions sociales rien ne l’empêchait de peindre. Ses créations artistiques lui ont permis un voyage en Angleterre pendant trois ans. C’était un voyage de formation et d’apprentissage en art culinaire. Sa première exposition remonte à l’année 1916 à Londres. « L’événement est de taille pour un peintre, étranger à plus d’un titre, non européen, culturellement autre. Mohamed Ben Ali R’Bati, plus égal à lui-même que jamais, représentant son pays digne entre Ladies et Gentlemen bien nés, raffinés, lettrés. En Ali R’Bati opéra un saut vertigineux dans la modernité et réussit ce passage tant appréhendé de l’artisanat à l’œuvre d’art. »
Le don de peindre, le savoir-faire et le climat traditionnel imbibé de modernité à l’anglaise  ont  donné beaucoup  d’inspiration à Ben Ali R’Bati  à tel point « qu’il confectionnait  lui-même l’encadrement de ses travaux qu’il sculptait, peignait, ornait de marqueterie selon le savoir-faire artisanal de  l’époque. En faut, Ben Ali R’Bati était pluriel et son destin l’avait engagé sur des chemins multiples. Il n’arrêtait pas de peindre et de travailler qu’il ait été menuisier, forgeron, ouvrier à Marseille dans une usine de sucre, sapeur-pompier, restaurateur, maître pâtissier »

## Œuvres

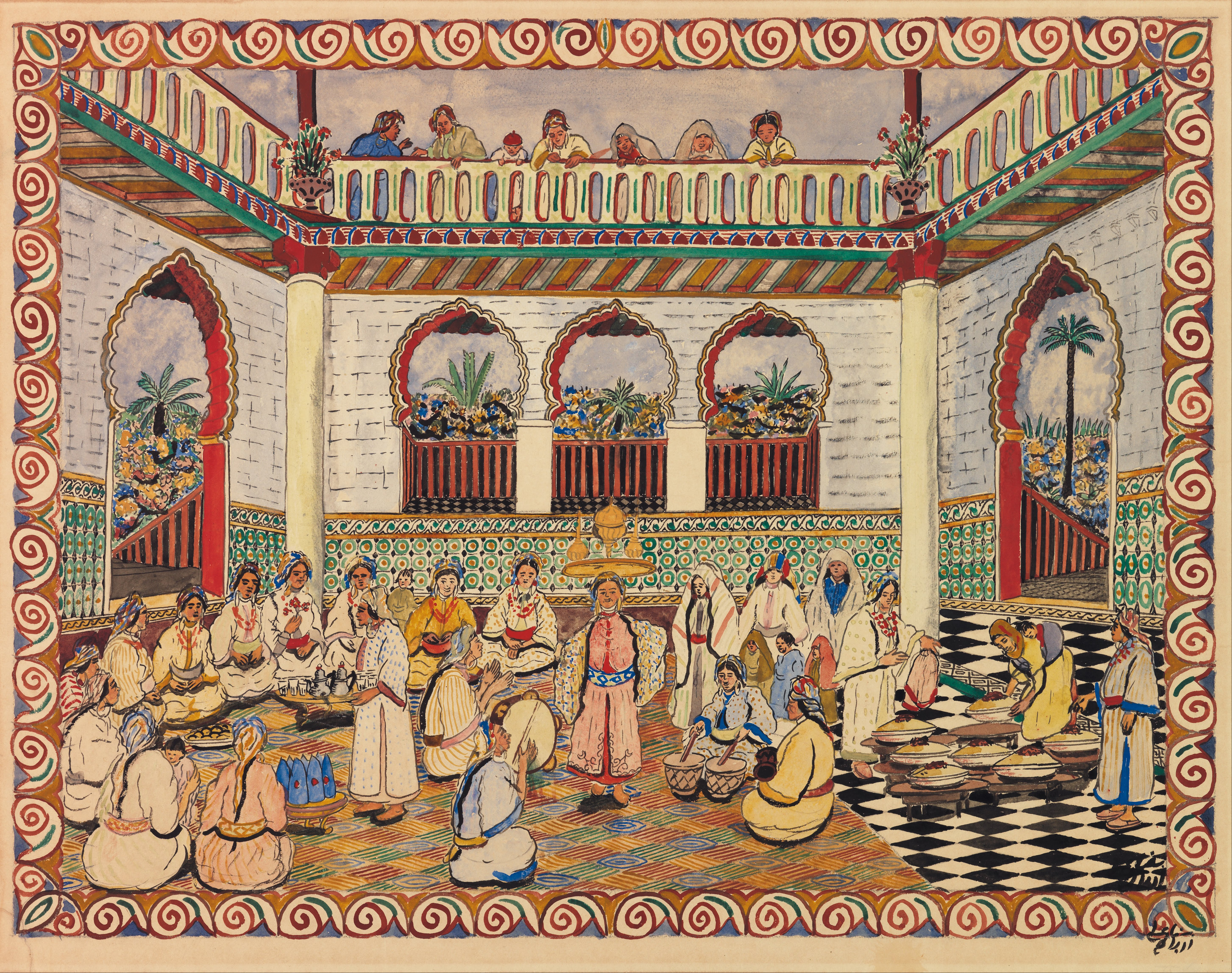
Scène de Fête

Il s’inspire de son quotidien et celui de son environnement et son entourage. « Peintre naïf, non. Le Peintre du visible. Un bon vivant, ses œuvres représentent un grand témoigne de son époque. C’est le peintre des cérémonies officielles. Il retranscrit le réel avec un savoir-faire, une élaboration que les peintres naïfs ne possèdent pas. Il regarde ce réel comme Delacroix, qu’il n’a pas connu, l’a regardé en 1832 » 
« Ben Ali est l’œil de son environnement quand le poète était la langue de sa tribu. Ses tableaux sont les résultats d’un grand observateur qui a su établir les formes, les couleurs et les espaces dans un ordonnancement parfait. Nombreuses sont ses œuvres et quelques-unes sont conservées dans la Casbah, au musée de la légation des Etats-Unis, la plus ancienne représentation diplomatique américaine dans le monde »,
Parmi ses tableaux, figurent: 
- La préparation du couscous, aquarelle, 54x70, collection particulière
- Fête de la circoncision, aquarelle  64x74 , collection particulière
- Visite du noble à l’école coranique, aquarelle, 68x 90cm, collection particulière.

Son tableau Sortie du Roi Technique mixte sur papier signé en bas à droite 40 x 56 cm a été vendu aux alentours de 50000 Euros.

## Témoignages
Témoignage de Nicole de Pontcharra, écrivaine d’origine Russe et qui a vécu à Marrakech :

« Premier peintre marocain de chevalet, il amorce la voie que vont emprunter les peintres marocains qui lui succéderont et qui construiront leur œuvre à partir d’une connaissance profonde de leur culture et de la découverte d’autres modes de pensée. »

Témoignage de Abderrahman Slaoui : 

« Ben Ali R’bati avait des intuitions proches de celles de Delacroix ou de Matisse. Que l’on sache, il n’a pas eu connaissance des peintures de l’un oud e l’autre, encore qu’il ait pu croiser Matisse à Tanger. Les images disent clairement l’homme qu’il fut, bon vivant, esthète et acteur, ancré solidement dans un univers charnel et spirituel que tant d’hommes et de femmes tentent de pénétrer »

## Expositions
Individuelles
- 1922: palais de la Mamounia, Rabat
- 1919: Marseille
- 1916: galerie Goupil, Londres

## Hommages
- 2020: « Les peintres marocains dans les collections nationales, de Ben Ali R’bati à nos jours », Musée Mohammed VI d'art moderne et contemporain, Rabat[15]
- 2020: « Portrait d'artiste : Mohamed Ben Ali Rbati », Musée de Bank Al-Maghrib, Rabat[16].